# José António Martins
José António de Jesus Martins (n. 1961) é um historiador, escritor e investigador português.

## Biografia
Frequentou a Faculdade de Letras de Lisboa, onde se licenciou em História, e a Faculdade de Letras do Porto, onde tirou um mestrado em História Medieval. Fez a pós-graduação na Faculdade de Direito de Lisboa, em Direito das Autarquias Locais, e na Universidade de Nova Iorque, em Cultural and Tourism Development / Program-Destination Management and Marketing.
Exerce como historiador e investigador, tendo escrito mais de meia centena de obras em Portugal e no estrangeiro, incluindo publicações e estudos. Entre os seus trabalhos conta-se o artigo D. Francisco Gomes do Avelar (C.O.) 1789 – Bispo do Algarve – 1816, publicado no quinto volume da Al-Rihana - Revista Cultural de Aljezur, em 2011.
Em 2014 foi entrevistado pela Agência Lusa sobre o Forte da Meia Praia, que a autarquia de Lagos reclamava para o domínio municipal devido ao seu avançado estado de degradação, tendo o investigador classificado o monumento como um dos principais exemplos das fortificações marítimas da Praça de Guerra de Lagos e do património militar, e explicado que se integrava «num estilo conhecido como o Maneirismo». Acrescentou que «é um forte que espelha toda a grande construção que foi feita no século XVII, no reinado de D. Afonso VI, e é um dos ex-libris de toda a zona nova da cidade de Lagos», e aconselhou que o monumento deveria ser alvo urgentemente de obras de reuperação, «porque se ele é bom para ser classificado como imóvel de interesse público, é bom também para a população do país em geral e de Lagos em particular».
Em Setembro de 2016 foi o orador da conferência A Biblioteca do Bispo do Algarve em 1596 e Incorporada na Bodleian Library, Oxford, Inglaterra, no ano de 1602, organizada no Museu Municipal de Arqueologia de Silves, no âmbito das Jornadas Europeias do Património. Em Junho do ano seguinte participou na sessão comemorativa dos 150 anos da abolição da pena de morte, organizada pela Câmara Municipal de Lagos, durante a qual expôs a comunicação «A morte pode esperar». Explicou à Agência Lusa que José António Martins explicou à agência Lusa que o último condenado à morte no país, José Joaquim, era um «homem interessante», natural de Lagos, e que a sua morte deveu-se principalmente a ter pertencido à guerrilha miguelista na década anterior, durante a Guerra Civil.
Em Julho de 2019 fez a apresentação do livro Dom Rodrigo, o mais famoso doce do Algarve», no âmbito da Feira do Livro de Lagos. Nesse ano, foi o coordenador de uma delegação do Algarve à biblioteca da Universidade de Oxford, no Reino Unido, para investigar os livros que foram saqueados de Faro pelo corsário Robert Devereux em 1596, e que foram guardados naquela instituição de ensino. Em 30 de Outubro de 2021 apresentou a sua primeira obra de ficção, Diário de um 40tão em Quarentena, na Biblioteca Municipal Júlio Dantas, em Lagos, que foi inspirada pela Pandemia de COVID-19. Em Janeiro de 2022, foi o orador na palestra Lagos, Terras do Infante, D. Sebastião e o Sebastianismo, em conjunto com o historiador Artur de Jesus, que foi promovida pela autarquia de Lagos nas comemorações dos 449 anos de elevação a cidade.
Em Janeiro de 2024, foi moderador numa conferência alusiva a Dom Sebastião e à Saúde em Portugal, pela Professora Doutora Maria de Fátima Reis, organizada no âmbito dos 451 anos da elevação de Lagos a cidade. Em 30 de Setembro desse ano, apresentou a obra Monografia da Bordeira no edifício da Junta de Freguesia da Bordeira. Entrevistado pelo jornal Barlavento acerca deste livro, explicou que «ao aceitar o desafio de elaborar um estudo relacionado com as origens da fundação desta freguesia, tivemos a preocupação de investigar os alicerces desta povoação, tanto ao nível da documentação histórica já conhecida como daquela que encontrámos em Arquivos e Bibliotecas regionais e nacionais. Muitas perguntas ficaram sem resposta, como por exemplo a Provisão original da autonomia da Freguesia de Bordeira, bem como de uma outra que instituiu a Freguesia da Carrapateira, anexa à da Bordeira, em finais da década de quarenta do século XIX».

## Obras publicadas
- A freguesia da Vila de Sagres: estudo histórico monográfico (2000)
- As armas, a bandeira e o selo do Município de Vila do Bispo (2001)
- Lagos medieval (2001)
- Ordenação heráldica do brasão, bandeira e selo da freguesia de Lagos (Santa Maria) (2001)
- Os descobrimentos portugueses e o Algarve no tempo do Infante D. Henrique 1415-1460 (2001)
- Os 500 anos dos Forais Novos ou Manuelinos do Reino do Algarve de 1504 (2004)
- Estudo histórico monográfico: a freguesia de Barão de S. João (do concelho de Lagos)  (2005)
- Estudo histórico monográfico: a freguesia de Lagos-Santa Maria (2006)
- O reino do Algarve nos finais da idade média: os concelhos algarvios do século XV (2007)
- Estudo histórico monográfico: a freguesia de Bensafrim (do concelho de Lagos) (2007)
- A fonte das oito bicas: elementos para a história do abastecimento de água à cidade de Lagos (2008)
- História da fundação da Associação dos Bombeiros Voluntários de Lagos: 123 anos de "vida por vida" (1886-2009) (2009)
- Viagens à descoberta do Algarve com o Infante D. Henrique (1415-1460) (2009)
- Brincadeiras e brinquedos da Idade Média (2009)
- Aljezur e os Descobrimentos Portugueses: (breve estudo histórico) (2016)
- As mais antigas receitas de batata doce nos livros de culinária dos séculos XVIII e XIX (2019)
- Dom Rodrigo, o mais famoso doce do Algarve (2022)
- Elementos para a história do Clube Artístico Lacobrigense, 1872-1992 (2022)
- Aljezur, Idade Média: as estruturas concelhias e o quotidiano sócioeconómico (2023)
- Estudo-histórico monográfico: a freguesia de Rogil (2023)